# Lincoln, Quận Buffalo, Wisconsin
Lincoln là một thị trấn thuộc quận Buffalo, tiểu bang Wisconsin, Hoa Kỳ. Năm 2010, dân số của thị trấn này là 162 người.